# 内裏塚古墳群
内裏塚古墳群（だいりづかこふんぐん）とは千葉県富津市の小糸川下流域の沖積平野内にある、5世紀から7世紀にかけての古墳時代中期から終末期に築造された古墳群である。現在のところ前方後円墳11基、方墳7基、円墳29基の計47基の古墳が確認されている。国の史跡への指定が答申されている（官報告示を経て正式指定となる）。

## 古墳群の名称について
内裏塚古墳群に属する古墳は、旧飯野村の村域を中心として分布していることから当初は「飯野古墳群」と呼ばれていたことが多かった。しかし旧青堀町に属する古墳もあって飯野古墳群では不適当ではないかとのことで、「富津古墳群」、「内裏塚古墳群」という名称が提案されるようになった。富津古墳群という名称は、1955年に青堀町、飯野村、富津町の三町村が合併して富津町となる以前の富津町の地域内には、古墳群に属する古墳が全くないことと、1971年の富津市の成立後、かつての富津町よりも広い市域を指すようになった「富津」の名を古墳群の名称とするのは不適切ではないかとの見解により、古墳群内最大の古墳である内裏塚古墳から名づけられた内裏塚古墳群が古墳群の名称として主に用いられるようになり、多くの専門書でも内裏塚古墳群という名が用いられている。
しかし内裏塚古墳は古墳群内の盟主墳の中では唯一、5世紀半ばの古墳時代中期造営の古墳であり、6世紀半ばから7世紀にかけて最盛期を迎えた古墳群の名称として、内裏塚古墳の名前を用いるのは適切ではないとの意見の専門家もいる。
ここでは多くの専門家が用い、一般的にも広く用いられている内裏塚古墳群を記事名として採用する。

## 古墳群の立地と構成
内裏塚古墳群は小糸川が形成した沖積平野上にある。古墳群は北西側は海岸線、東側は小糸川の氾濫原、そして南側は小糸川旧流路で区切られる約2キロメートル四方に広がっている。古墳の多くは沖積平野上にある、かつて砂丘であった微高地上に築造されている。微高地は小糸川下流域に数列あって、北東方向から南西方向へ伸びており、内裏塚古墳に属する多くの前方後円墳は北東側に後円部、南西側に前方部を向けている。
内裏塚古墳群は現在のところ前方後円墳11基、方墳7基、円墳29基の計47基の古墳が確認されている。その中で少しでも墳丘が残っている古墳は25基であり、22基の古墳は消滅している。確認されることなく消滅してしまった古墳も少なくないと考えられており、内裏塚古墳群で実際に築造された古墳はもっと多かったとされる。
内裏塚古墳群の盟主墳の被葬者は、須恵国造になっていく系列の首長であると考えられている。5世紀半ばと考えられる内裏塚古墳が古墳群のなかで最も早い古墳築造であり、続いて5世紀後半には上野塚古墳が築造されるが、その後約半世紀古墳の築造は停止される。6世紀半ばの九条塚古墳の築造後、6世紀末にかけて墳丘長100メートルを越える前方後円墳である盟主墳、そして盟主墳の下に位置する墳丘長約50-70メートルの前方後円墳、その下位にあたる墳丘長20-30メートルの円墳が盛んに築造されるようになる。
内裏塚古墳群では、前方後円墳の築造が行われなくなった7世紀には方墳が築造されるようになり、7世紀半ば頃まで築造が続けられた。

## 古墳群の歴史

### 古墳群誕生以前
小糸川流域では、5世紀半ばと考えられる内裏塚古墳の築造以前は、4世紀台には中・上流域の丘陵上に墳丘長40-60メートル程度の前方後方墳や円墳、方墳が築造されているのみで、地域を代表するような古墳の築造は現在のところ確認されていない。近隣の古墳群を見ると、祇園・長須賀古墳群がある小櫃川流域では4世紀、中流域に墳丘長100メートルクラスの前方後円墳の築造が見られ、養老川流域の姉崎古墳群でも墳丘長130メートルの姉崎天神山古墳など、4世紀台の大型前方後円墳が築造されており、それぞれの地域での違いがみられる。
しかし小糸川下流域では、弥生時代後期から古墳時代にかけての集落跡が複数確認されていて、この地域に未発見の前期古墳が存在するのではないかと考える専門家もいる。

### 内裏塚古墳と古墳築造の中断

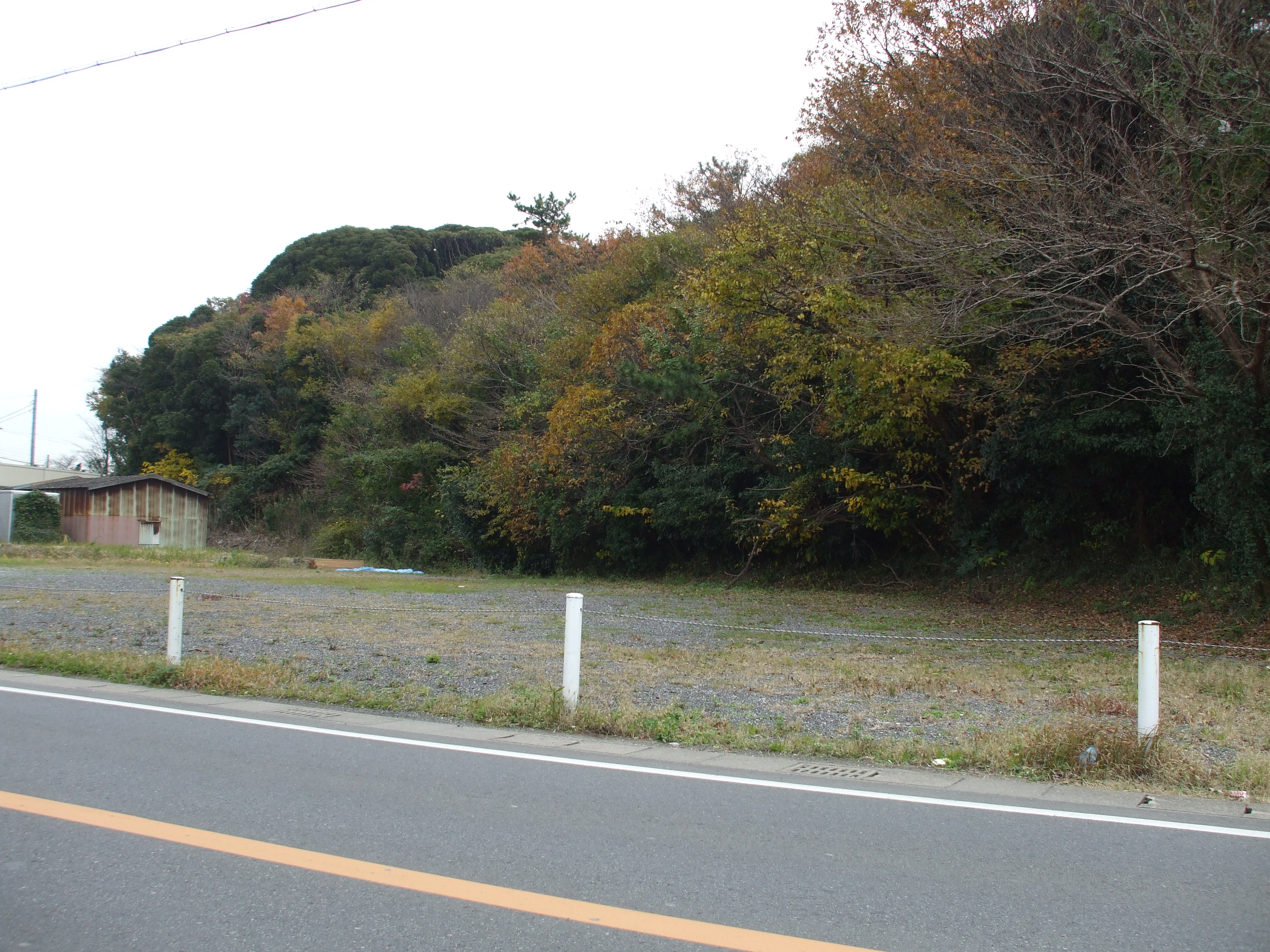
内裏塚古墳、前方部横から後円部方面を撮影。

内裏塚古墳群で最初に築造された古墳は、内裏塚古墳である。内裏塚古墳は小糸川流域で最初に築造された前方後円墳と考えられており、墳丘長144メートルというその大きさは内裏塚古墳群のみならず、南関東（埼玉、千葉、神奈川、東京）の中で最大規模を誇っており、最初にして最大の古墳が5世紀半ば、小糸川下流域の砂丘跡の微高地上に築造されたことになる。
内裏塚古墳の築造後、内裏塚古墳近郊では古墳群南方約4キロメートルのところに弁天山古墳が築造される。続いて内裏塚古墳群の最北端にあたる、現在の青堀駅近くに帆立貝型の前方後円墳である上野塚古墳が5世紀末頃築造される。その後6世紀半ばの九条塚古墳の造営まで約半世紀間、内裏塚古墳群では古墳の築造が中断する。
内裏塚古墳の築造は、やはり5世紀半ば頃に築造されたと考えられる祇園・長須賀古墳群の高柳銚子塚古墳、姉崎古墳群の姉崎二子塚古墳と同じく、上総西部の河川下流部に広がる沖積平野一帯を統合する首長が誕生したことを意味している。しかしその後内裏塚古墳群では古墳の築造が途絶える。弁天山古墳など内裏塚古墳群外に首長権が移動したとの説もあるが 、墳丘長144メートルの内裏塚古墳に対して弁天山古墳は87.5メートルであり、首長権が弱体化したことは間違いないと考えられる。5世紀末以降、古墳の築造が中断する現象は祇園・長須賀古墳群でも見られ、姉崎古墳群でも古墳の築造は継続したものの規模は大きく縮小している。5世紀末から6世紀前半にかけて首長権が弱体化したのは内裏塚古墳群のみならず上総全体で見られる現象である。
また5世紀末から6世紀前半にかけて古墳の築造が低調となる現象は、関東地方各地や大王陵など畿内でも見られ、これはヤマト王権の弱体化によって社会が混乱し、古墳の築造秩序が乱れたとする説もある。

### 古墳築造の再開と古墳群の最盛期

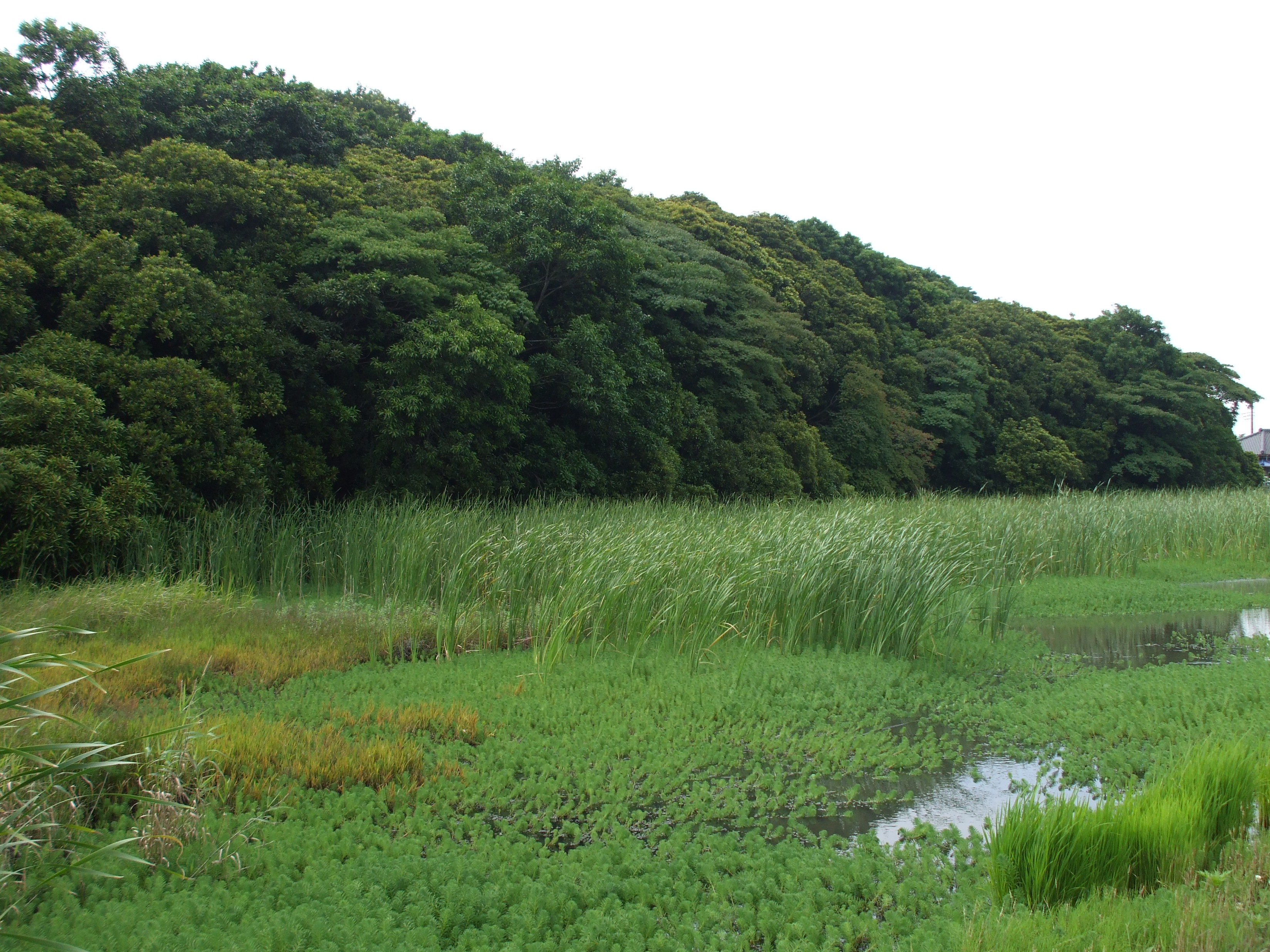
九条塚古墳、前方部後方から後円部方面を撮影。

6世紀半ば頃の九条塚古墳の築造によって内裏塚古墳群の古墳築造は再開される。その後100メートル以上の墳丘長を持つ盟主墳の稲荷山古墳、三条塚古墳が6世紀末にかけて相次いで造営された。同時期には盟主墳の下のクラスである首長を葬ったと考えられる、墳丘長約50-70メートルの前方後円墳である古塚古墳、西原古墳、姫塚古墳、蕨塚古墳などがやはり相次いで築造された。またその下のクラスの首長を葬ったと考えられる白姫塚古墳、新割古墳、八丁塚古墳などの墳丘長20-30メートルの円墳も古墳群内に盛んに造られ、内裏塚古墳群は6世紀半ばから末にかけてその最盛期を迎えた。
6世紀半ば頃の九条塚古墳に近い時期に造営された古墳としては、前方後円墳の西原古墳、円墳の白姫塚古墳などがあり、また九条塚古墳に最も近接し、古墳の主軸の向きが九条塚古墳とほぼ同一方向を向いている前方後円墳の武平塚古墳も同時期の築造である可能性がある。6世紀後半の稲荷山古墳に近い時期の造営と考えられる古墳は、墳丘長89メートルと盟主墳に次ぐ規模を有し、稲荷山古墳と似た墳形をした古塚古墳、そして稲荷山古墳に近接し、古墳の主軸の向きが稲荷山古墳とほぼ同一方向を向いている前方後円墳の姫塚古墳、円墳では新割古墳などがある。三条塚古墳に近い6世紀末に造営されたと考えられる古墳は、三条塚古墳に近接し、古墳の主軸の向きが三条塚古墳とほぼ同一方向を向いている前方後円墳の蕨塚古墳、円墳の中では八丁塚古墳などが挙げられる。

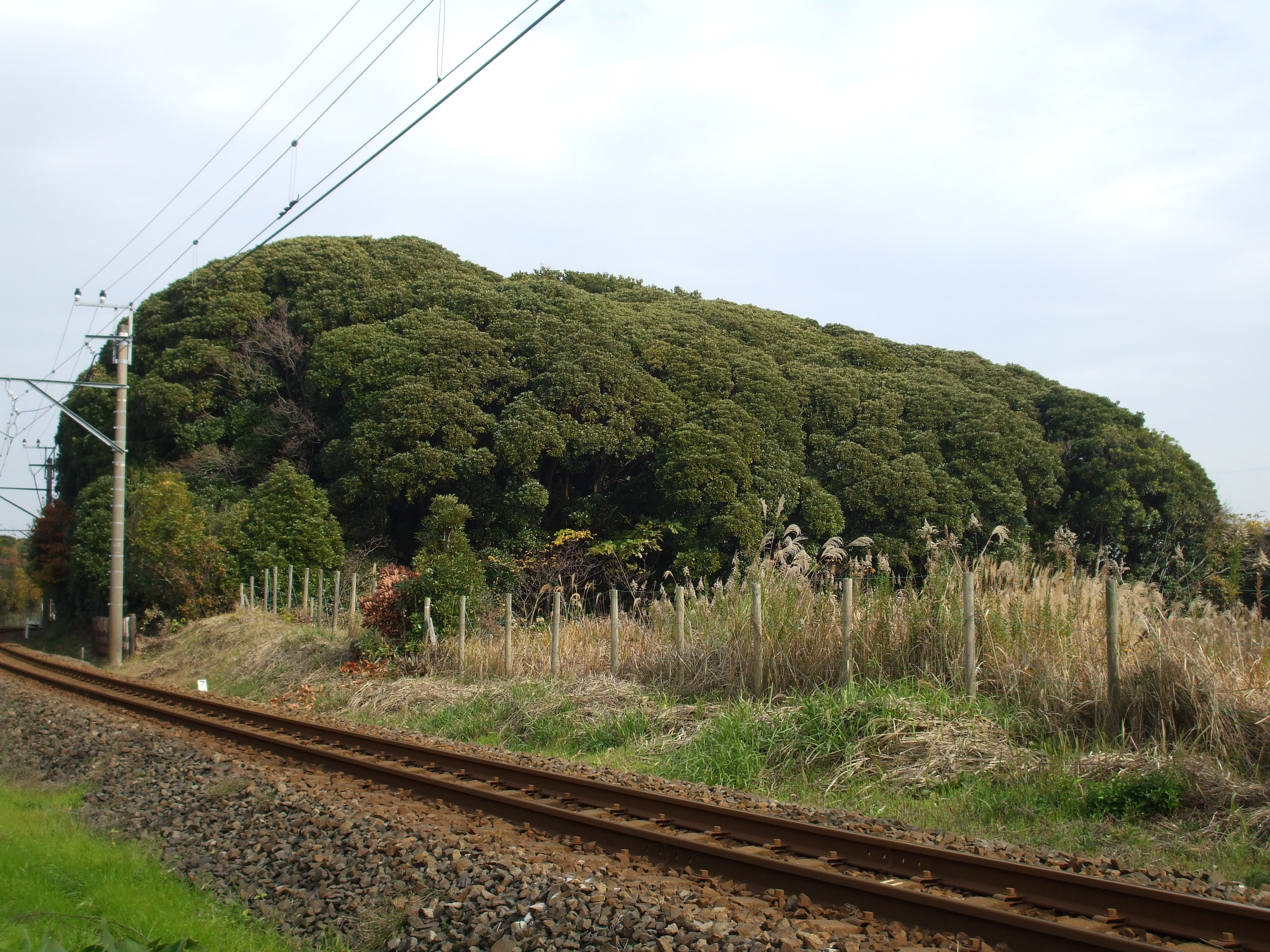
古塚古墳前方部。線路はJR内房線

古墳群内で盟主墳に次ぐ位置にある前方後円墳が盟主墳の近くでほぼ時期に築造された事実から、双方の古墳の被葬者間に緊密な関係があったことが推察される。内裏塚古墳群は埼玉古墳群や龍角寺古墳群など、同時期の関東の有力古墳群で見られるのと同じく、同一の古墳群内に複数系譜の首長が同時に古墳の築造を進めていたものと考えられる。内裏塚古墳群の場合、上位の首長、中位の首長、下位の首長といった三系統程度の首長が造墓活動を行っていたものと見られる。これは同一古墳群に墓所を定める首長たちの結束の確認の場であるとともに、外部に対しては首長たちの結束を誇示する意味合いがあったと考えられる。
内裏塚古墳群では中期の前方後円墳である内裏塚古墳は、10メートル以上の墳丘の高さがあるが、後期の九条塚古墳、稲荷山古墳、三条塚古墳とも墳丘の高さが5-8メートルと、100メートルを越える前方後円墳としては低い。また対照的に墳丘の周囲には二重の周溝が巡っており、特に稲荷塚古墳の周溝は広大で、周溝部分を含めると古墳の全長は200メートルを越える。この当時の関東各地の古墳では埼玉古墳群では長方形をした二重の周溝、下野では基壇と呼ばれる極めて低い一段目を有する古墳が造営されるなど、その地域の独自性が見られる古墳の築造がなされている。

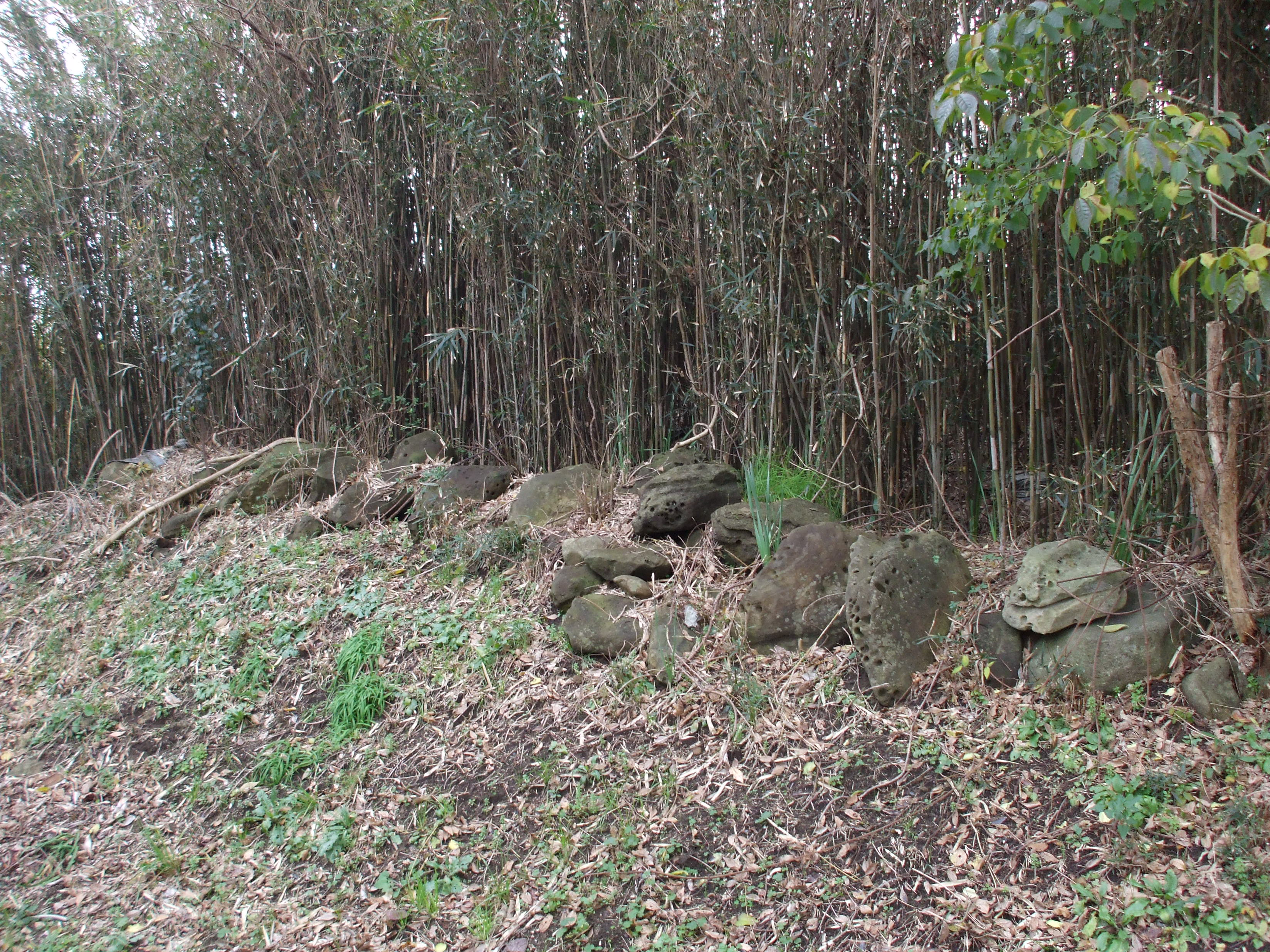
西原古墳で露出している横穴式石室上部。石は富津市内の海岸に分布する砂岩。

内裏塚古墳の埋葬施設は竪穴式石室であることが確認されているが、九条塚古墳以降は横穴式石室を用いていたものと考えられ、石室は富津市内の海岸で採取される砂岩を用いて造られた。この砂岩は祇園・長須賀古墳群の金鈴塚古墳の横穴式石室にも使用されており、遠く埼玉古墳群の将軍山古墳でも使用が確認されている。これは内裏塚古墳群を造営した首長が隣の祇園・長須賀古墳群を造営した首長や、遠く埼玉古墳群を造営した首長らとの関係を持っていたことを表している。
また6世紀後半に前方後円墳の築造が盛んとなる現象は、上野、下野、常陸、武蔵、下総といった関東地方各地で見られる現象で、上総でも金鈴塚古墳に代表される祇園・長須賀古墳群、山武市にある大堤権現塚古墳に代表される大堤・蕪木古墳群といった、墳丘長100メートルを越える規模の前方後円墳を盟主墳とした古墳群が造営される。6世紀後半は全国的に見ると前方後円墳の築造は下火になりつつあり、築造が終了した地域もあるが、関東地方のみこれまでみられないほど盛んに前方後円墳が造営され続けていた。これはヤマト王権が王権を支える経済的、軍事的基盤として当時の関東地方を重視していたことの現れと見られている。内裏塚古墳群の場合、隣の祇園・長須賀古墳群の盟主墳の被葬者と同じく、三浦半島から房総半島へ向かう交通の要衝を押さえることにより勢力を強め、同時期の関東各地の有力首長の一員としてヤマト王権に重要視されるようになったと考えられる。またヤマト王権で重視されるようになっていく中で、内裏塚古墳の盟主墳に葬られた首長は王権との直接的な関係を結ぶようになり、その結果として首長権の固定化が進み、内裏塚古墳群の被葬者は、やがて国造となっていったものと想定される。
また6世紀後半、関東各地で墳丘長100メートルクラスの前方後円墳を盟主墳とした古墳群の造営が相次いだ事実は、ヤマト王権中枢が上野や武蔵などといった一国を支配するような大首長を媒介として関東地方を統治するシステムではなく、経済的・政治的実力を高めていた関東地方の各河川流域程度を支配する首長を直接統治するシステムを採用したことを示しているとの説もある。房総半島の地域事情としては、各河川の流域が丘陵地帯で分けられており、地域独自の首長が生まれやすかったという地理的な条件も影響したと考えられる。

### 青木亀塚古墳の謎
内裏塚古墳群には墳丘長100メートルを越す、盟主墳クラスの古墳が合計5基ある。その中で稲荷山古墳と並ぶ墳丘長106メートルで、古墳群内3位の規模を誇る青木亀塚古墳は極めて謎が多い古墳である。青木亀塚古墳は墳丘から埴輪が全く検出されないことから、前方後円墳築造の最終段階の古墳と考えられている。しかし1990年、後円部トレンチを入れて調査した結果、石室はおろか石室の痕跡すら検出されなかった。その上1996年の発掘調査では、墳丘に近接した場所から古墳時代後期から奈良時代にかけての集落が発見された。これらの事実から、青木亀塚古墳は築造途中で放棄された前方後円墳ではないかとの説が出されている。

### 方墳の築造期と古墳群の終焉

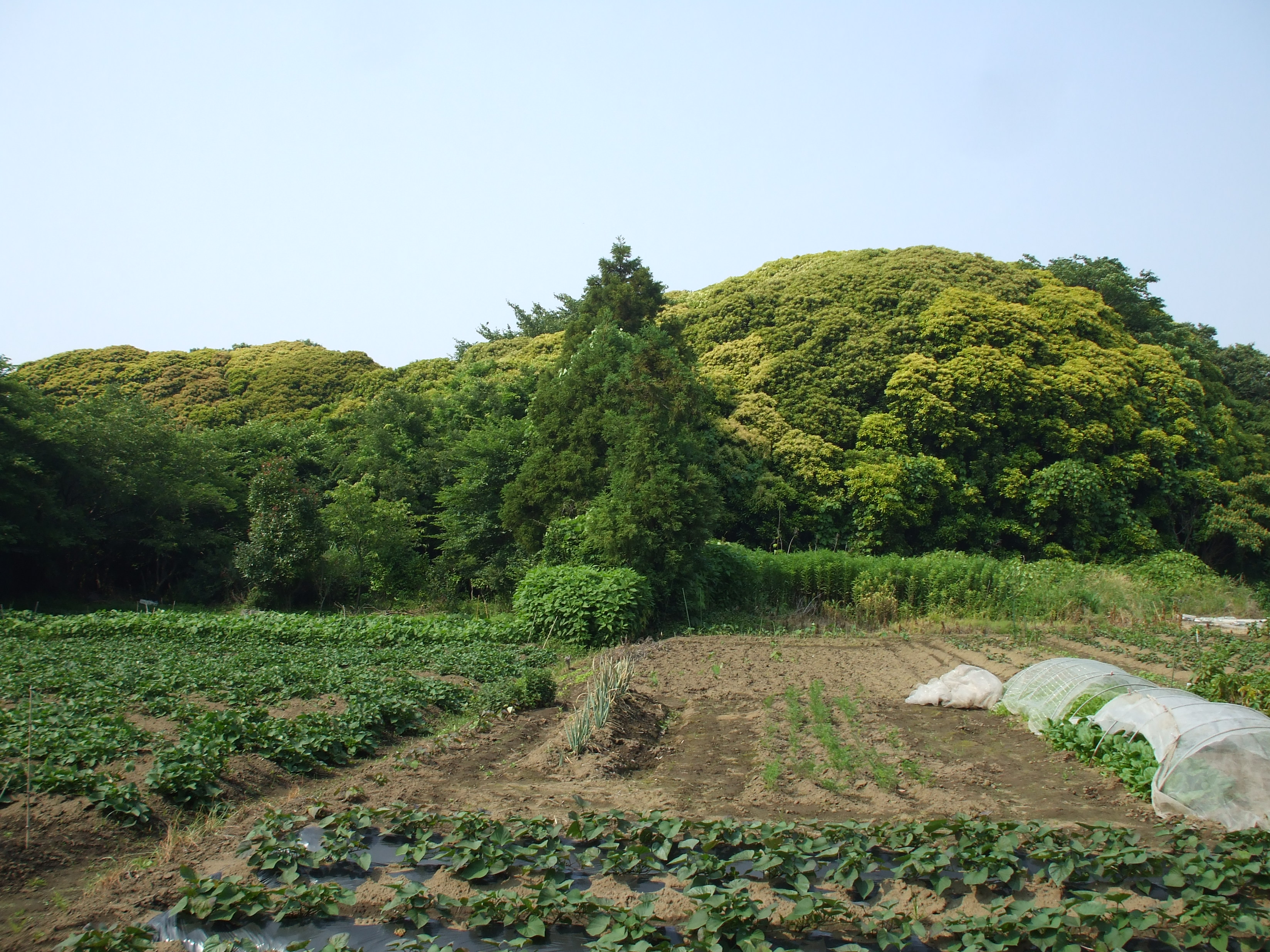
割見塚古墳

7世紀に入ると、内裏塚古墳群では前方後円墳の築造が終了して方墳が築造されるようになる。7世紀前半台に築造された割見塚古墳は墳丘長40メートルで、千葉県内では同時期に造営されたと考えられる、龍角寺古墳群の岩屋古墳、板附古墳群の駄ノ塚古墳、祇園・長須賀古墳群の松面古墳に次いで4番目の規模の方墳である。しかし割見塚古墳は二重の周溝を持ち、周溝部を含めると一辺107.5メートルに達し、周溝部を含めた規模は駄ノ塚古墳と松面古墳を凌駕し、岩屋古墳に匹敵する。また割見塚古墳の横穴式石室は全長18.75メートルに達し、房総最長の横穴式石室である。
古墳群には割見塚古墳以外にも墳丘長ではほぼ同格の亀塚古墳を始め、森山塚古墳、稲荷塚古墳といった方墳があり、内裏塚古墳群では前方後円墳の築造終了後、方墳が盛んに築造されていたことがわかる。検出された出土品から、方墳は7世紀前半から中後期にかけて、6世紀後半期と同じように複数系譜の首長が同時期に築造していたものと考えられる。
7世紀後半台に古墳の築造が終了した後、龍角寺古墳群では古墳群近隣に龍角寺が建立されるなど、首長の権威の象徴が古墳から寺院へと変わっていくが、内裏塚古墳群の場合、7世紀末頃に古墳群から東へ約6キロと、かなり離れた場所に九十九坊廃寺が建立されたと考えられている。これはもともと内裏塚古墳群の場合、古墳群と首長の根拠地が離れていた可能性と、房総半島内の主要交通路からやや離れた位置にある内裏塚古墳群の周辺から、小糸川流域の中心が移動した可能性が指摘されている。

## 内裏塚古墳群の特徴

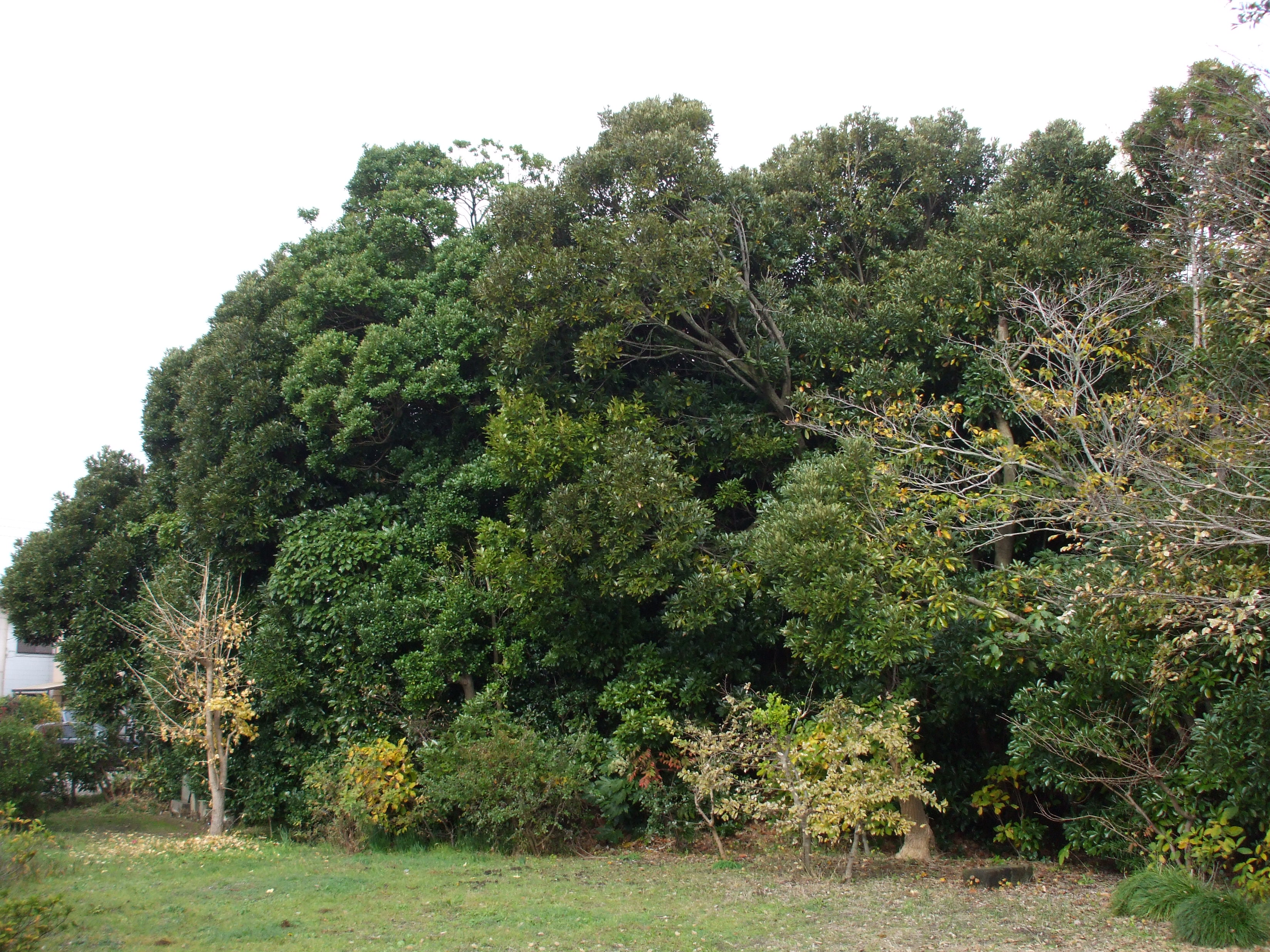
円墳の白姫塚古墳。1892年に豊富な出土品が発見された。

内裏塚古墳群は、隣接する木更津市の祇園・長須賀古墳群と並んで、5世紀から7世紀にかけて、上総西部の有力首長とその下にあたる首長らの複数系列の首長を葬る古墳群として機能した。小糸川流域を代表する内裏塚古墳群の首長は、交通の要衝である三浦半島から房総半島へのルートを押さえることによって実力を蓄え、ヤマト王権中枢との直接的な関係を強化して、経済的・政治的実力を高めつつあった関東地方の有力首長の一角を担うようになったと考えられる。
内裏塚古墳群では100メートルクラスの盟主墳のみならず、盟主墳の下にあたる墳丘長約50-70メートルの前方後円墳、そしてその下の首長を葬った墳丘長20-30メートルの円墳からも、近隣の同一規模の古墳以上に豊富な副葬品が検出されている。また内裏塚古墳群では6世紀台に造営された古墳は全て横穴式石室を埋葬施設としているが、近隣の小円墳では木棺を墳丘に直葬している例がほとんどである。これは内裏塚古墳群を築造した首長たちの実力の大きさを示しているものと考えられる。
また内裏塚古墳群では前方後円墳の西原古墳からは8体、蕨塚古墳からは12体以上、円墳の新割古墳からは20体以上というように、発掘された石室内から大人数の人骨が検出されていることが特徴として挙げられる。これは各古墳ともかなり長期間にわたって追葬が行われていたためと推定されている。
内裏塚古墳群は木更津市内にあってほとんどの古墳が消滅してしまった祇園・長須賀古墳群と異なり、一部でも墳丘が残っている古墳が25基あって、遺存状況は比較的良好である。内裏塚古墳群は5世紀から7世紀にかけての関東地方の首長のあり方を知る上での貴重な遺跡であり、古墳群の中で内裏塚古墳は2002年9月20日に国の史跡に指定され、九条塚古墳、稲荷山古墳、三条塚古墳は1973年7月6日、富津市の指定史跡に指定されている。

## 主な構成古墳

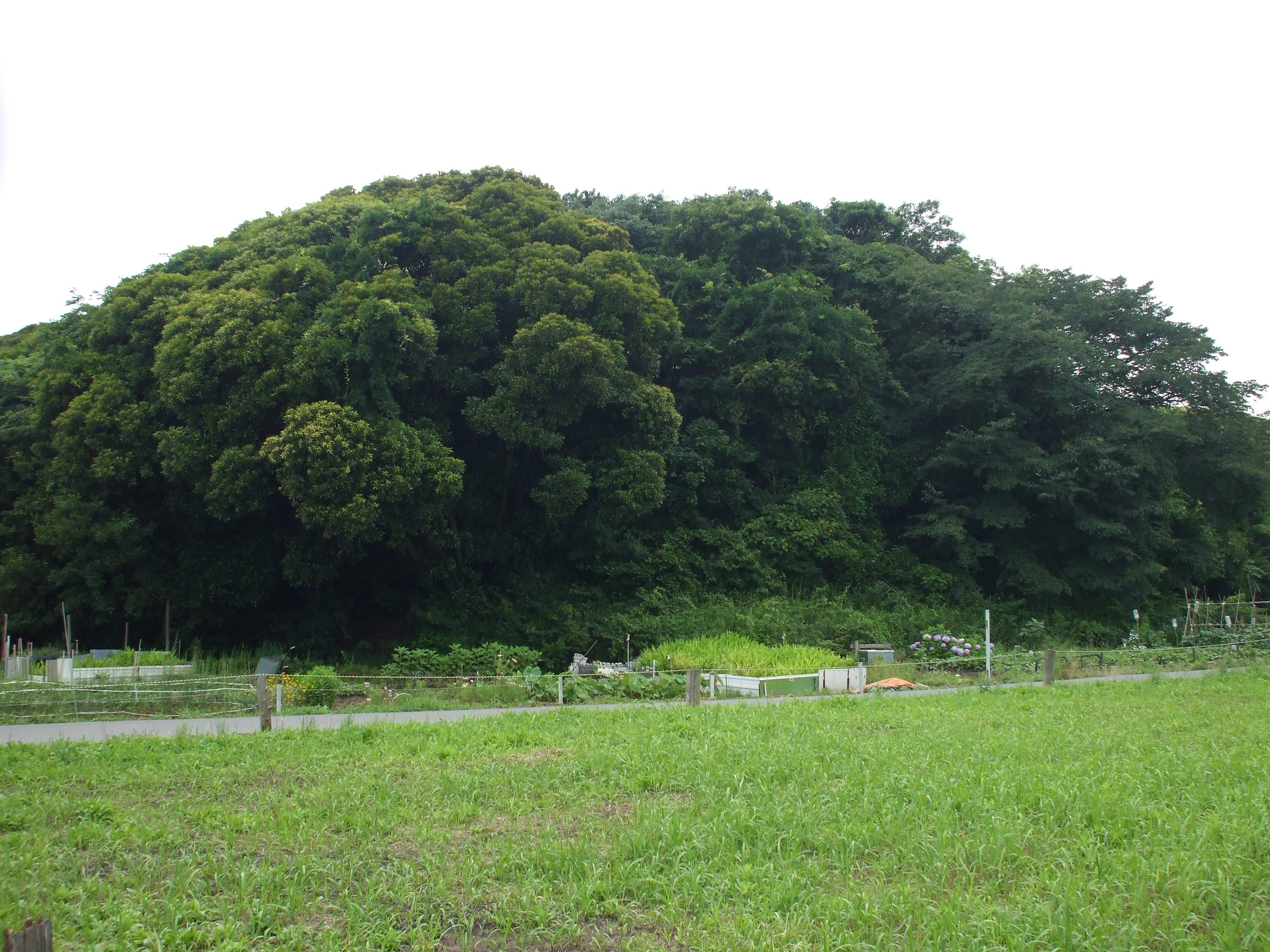
三条塚古墳後円部

この項の各古墳の情報は、注釈がないものは全て小沢「内裏塚古墳群の概要」（2008）より引用した。
前方後円墳
- 内裏塚古墳
- 上野塚古墳：名前は「うわのつか」と読む。墳丘長44.5メートルの前方部が短い帆立貝形の前方後円墳で、青堀駅そばの古墳群最北端に位置する古墳。5世紀末の築造と考えられている。
- 九条塚古墳
- 稲荷山古墳：墳丘長106メートル、周溝部を含めると全長202メートルの、内裏塚古墳群内で盟主墳のひとつとされる古墳。古墳主体部の調査はこれまで行われていないが、墳丘から検出された埴輪から6世紀後半に築造されたと考えられている。
- 三条塚古墳
- 青木亀塚古墳
- 古塚古墳：名前は「こづか」と読む。墳丘長89メートルの盟主墳に次ぐ規模を持つ古墳。墳丘の西側がJR内房線に削られてしまっているが、それ以外は比較的原型をとどめている。墳丘からは埴輪列が検出されており、埴輪の形式や墳丘の形などから稲荷山古墳とほぼ同時期の6世紀後半の築造と考えられている。
- 西原古墳：墳丘の真ん中をJR内房線が走っているため、現在は後円部の一部が残っている。ただ横穴式石室は比較的遺存状況が良い。1927年に発掘が行われており、8体の人骨とともに直刀、金銅製馬具、金銅製耳輪、銀製耳輪、ガラス玉、須恵器などが検出された。6世紀中ごろ、九条塚古墳と同時期の築造と見られる。
- 姫塚古墳：現在は墳丘の一部のみ残存している。墳丘長61メートルで、1938年に行われた発掘では5体の人骨とともに直刀、金銅製耳輪、馬具、須恵器などが検出された。稲荷山古墳や古塚古墳と同時期の6世紀後半に造営された。
- 蕨塚古墳：墳丘長48メートル。現状は墳丘の西側と前方部の一部が大きく削られている。1966年に発掘が行われており、横穴式石室の床面は貝殻が敷き詰められており、人骨12体とともに、金銅製耳輪、銀製耳輪、玉類、馬具、須恵器などが検出された。三条塚古墳と同時期の6世紀末頃造営されたと考えられている。
- 武平塚古墳：名前は「ぶへいづか」と読む。推定墳丘長60-70メートル。墳丘の一部しか残されていない。これまでほとんど調査が行われておらず、実態がよくわかっていない古墳である。九条塚古墳に近く、また墳丘の向きも九条塚古墳とほぼ同じため、九条塚古墳との関連性が強いと推定されている。

方墳
- 割見塚古墳：名前は「わりみづか」と読む。一辺40メートルの方墳で、二重の周溝部を含めると一辺107.5メートルに達する。前庭部を含めて18.75メートルという長大な横穴式石室を持っている。7世紀前半の築造と考えられている。
- 亀塚古墳：墳丘の一辺38メートル、二重の周溝を含めると一辺99メートルという、割見塚古墳に匹敵する規模の大方墳。江戸時代、飯野陣屋隣に建てられていた牢が墳丘北東部にあったことなどから、墳丘は全体的に大きく削られている。1989年の発掘時、金銅製耳輪、銅椀、ガラス玉などが検出された。
- 森山塚古墳：墳丘長は27メートルあり、古墳群内第三位の規模の方墳。現状、墳丘は大きく削られてしまっている。1983年に発掘が行われ、須恵器や土師器とともに鉄釘が検出された。鉄釘は石室内に安置された木棺に使用されたと考えられている。
- 野々間古墳：宅地造成のために現在は消滅してしまっている。墳丘長19.5メートル、二重の周溝を持ち、周溝部を含めると一辺59.5メートルになる。1968年の緊急発掘時に、銀象嵌装大刀、金銅製耳輪とともに新羅製の緑釉長頸壺が検出された[35]。
- 稲荷塚古墳：飯野陣屋内にあった方墳で、現在は消滅してしまっている。1990年に行われた範囲確認調査によって、一辺が21.4メートルの方墳であったことが明らかになった。

円墳
- 白姫塚古墳：直径30メートルの円墳。現在も墳丘が残っている。1892年に発掘が行われ、飾大刀4、鍍金銅椀、金銅製耳輪、帯金具などといった豊富な出土品が検出された。出土品から円墳の中でも古い時代に造営されたと考えられている。
- 丸塚古墳：1974年に発掘が行われ、その後土地区画整理のため消滅した。直径30メートルの円墳で、約10体分の人骨とともに、直刀、馬具、玉類、金銅製耳輪、須恵器といった豊富な出土品が検出された。
- 新割古墳：1981年に宅地造成に伴い消滅。造成前に行われた発掘によって、造り出しを備えた直径35メートルの円墳であったことが判明した。円墳としては内裏塚古墳群内最大の規模で、墳丘には造り出しがあるため帆立貝形前方後円墳とも言える。発掘時、20体以上の人骨とともに、直刀、玉類、金銅製耳輪、須恵器などが出土した。
- 古山古墳：名前は「こやま」と読む。直径29メートルの円墳で、1968年の会社社宅建設時に消滅した。消滅前に行われた発掘調査では、8体分以上の人骨とともに、大刀、金銅製耳輪、鉄製馬具、メノウ製勾玉、琥珀製棗玉、ガラス玉などといった豊富な出土品が検出された。円墳の中では比較的新しい時代に造営されたと考えられている。
- 西谷古墳：墳丘は現存しているが、道路計画のため近い将来消滅が予想されている。墳丘長28メートルで、1951年に発掘調査が実施され、13体分以上の人骨とともに、刀子、ガラス玉、須恵器などが出土した。
- 八丁塚古墳：直径24メートル。墳丘は現存している。1964年に発掘が行われ、直刀、馬具、金銅製耳輪、碧玉製管玉、琥珀製棗玉などが出土した。出土品の内容から、円墳の中でも新しい古墳であると考えられる。
- 武平塚南方古墳：武平塚古墳の南西約200メートルのところにある。現在は墳丘の一部しか残っていない。現存の墳丘下には横穴式石室があるものと考えられている。墳丘上やその周囲からは円筒埴輪の破片が検出されており、内裏塚古墳群で埴輪を樹立した古墳は、内裏塚古墳、九条塚古墳、稲荷山古墳、古塚古墳の四つしかなく、いずれも盟主墳とそれに次ぐ規模の古墳のみであるため、武平塚南方古墳は前方後円墳である可能性が指摘されている。